# 도시마촌 (도쿄도)
도시마촌(일본어: 利島村 도시마무라[*])은 일본 도쿄도 도서부 오시마 지청의 촌으로 도시마의 지역 정부 역할을 한다. 도시마(利島)는 도쿄도가 관할하는 이즈 제도의 화산 섬으로 도쿄의 남쪽, 시즈오카현 이즈반도의 동쪽에 있다. 넓이는 4.12km2로 이즈 제도에서 가장 작은 섬 중 하나이다.

## 개요
- 면적 - 4.12km2. 도내의 시정촌 중에서 제일 작다.
- 인구 - 341명(2010년 국세조사)
- 세대 - 204세대(2010년 국세조사)
- 인구 밀도 - 82.8명/km2
- 인구 증가율 - 증감이 격렬하지만, 장기적으로 보면 근래에는 거의 0%로, 저출산 고령화와 후계자 부족이 문제가 되고 있다.
- 기후는 온난하다. 츠바키, 소라(대소라), 이세 새우가 명물이다.
- 이즈 제도는 섬마다 각각 독특한 문화가 있지만, 도시마는 섬 전체가 작게 평지가 거의 없고, 물부족에서도 고생해 온 역사를 통해 스스로 길러 온 엄격하고 근면한 문화 풍토가 특징이다.

## 지리
하나의 섬으로 구성되어 있으며 미야츠키산이 있다. 섬은 이즈 제도에서 가장 큰 섬인 이즈오섬과 니지마섬 사이에 있다.
섬의 80%는 동백나무 숲으로 덮여 있다. 11월부터 3월까지 섬은 동백나무의 꽃으로 붉게 물든다. 또한 백합의 본고장이기도 하다.
- 산: 미야즈카산
  - 해발 508m로 화산이지만 최근 분화 활동은 4,000~8,000년 전으로 보인다. 이즈 제도에서는 미쿠라섬와 함께 화산활동을 휴지하고 있는 기간이 길다.

## 역사
도시마는 조몬 시대부터 사람이 살고 있던 것 같지만 담수가 나지 않아 주민들이 고생해 왔다. 현재는 빗물을 모으는 저수지가 만들어지고 해수담수화 장치가 설치되어 있다.
일본의 고문서에서 도시마에 관한 언급이 거의 없는 것, 가끔씩 민물 부족으로 주민의 대가 끊겨 구전되어 온 내용이 제한적이라는 점 등 근세 이전의 역사에는 불분명한 점이 많다. 에도 시대에는 연공의 상납이 면제되어 반대로 에도 막부로부터 쌀 지원을 받아 왔다.

## 인구
| 연도 | 인구 | ±%     |
| ---- | ---- | ------ |
| 1980 | 278  | —      |
| 1990 | 315  | +13.3% |
| 2000 | 302  | −4.1%  |
| 2010 | 341  | +12.9% |
| 2020 | 327  | −4.1%  |

## 변천표
| 도시마무라촌의 변천표 | 도시마무라촌의 변천표 | 도시마무라촌의 변천표 | 도시마무라촌의 변천표 | 도시마무라촌의 변천표 | 도시마무라촌의 변천표 |
| 1923년 이전           | 1923년 이전           | 1923 10월 1일         | 1923 - 1989           | 1989 - 현재           | 현재                  |
| --------------------- | --------------------- | --------------------- | --------------------- | --------------------- | --------------------- |
|                       | 도시마촌              | 도시마촌              | 도시마촌              | 도시마촌              | 도시마촌              |

## 행정

### 촌장
- 무라야마 마사토(村山 将人, 임기: 2025년 11월 30일까지)

## 입법

### 국정
중의원
- 선거구: 도쿄도 제3구 (시나가와구의 일부, 오타구의 일부, 오시마정,  도시마촌, 니지마촌, 고즈시마촌, 미야케촌, 미쿠라지마촌, 하치조정, 아오가시마촌, 오가사와라촌)
- 임기: 2021년 10월 31일 - ( 「제49회 일본 중의원 의원 총선거」 참조)

| 의원명            | 당파명     | 당선 횟수 | 비고      |
| ----------------- | ---------- | --------- | --------- |
| 마쓰바라 히토시   | 입헌민주당 | 8         | 선거구    |
| 이시하라 히로시고 | 자유민주당 | 5         | 비례 부활 |

참의원
도쿄도 선거구에 속한다. 선출 의원에 대한 자세한 내용은 도쿄도 선거구 문서를 참조.

### 도쿄도의 행정
도시마촌을 포함한 도부 선거구에서 선출되는 도쿄도의회 의원의 정수는 1개 의석이다.

### 촌의회
정수는 6명. 2020년 10월 11일의 선거(무투표)에서 이하의 촌의원이 선출되었다.(임기：2024년 10월 23일까지).
- 데라다 유(의장)
- 무라야마 마사토(부의장)
- 이구치 타모츠
- 사사오카 슈이치
- 마에다 키요시
- 이시노 오사무

## 자치체 교류
도쿄도 히노하라촌 우호마을로 이루어져 있으며 섬머스쿨과 스키교실에서 매년 교류하고 있다.

## 학교
- 도시마촌립 도시마 초중학교 - 초등, 중등 병설 학교이다. 각 학년에 3명 정도의 학생이 있다. 행사는 지역 밀착형으로 진행하며, 이즈 제도의 다른 섬이나 본토와의 교류도 실시한다.

## 공공 기관

### 경찰
경시청 오시마 경찰서가 오시마정과 시도촌을 관할하고 있다. 촌내에는 도시마촌 주재소가 있다.

### 일본우정그룹
(※2013년 10월 현재)
우편번호는 촌 전역이 100-0301을 쓰고 있다.
- 일본우편 주식회사

- 도시마 우체국　※우편 창구는 토요일·휴일도 개설(오전중만). 은행 ATM은 할리데이 서비스도 실시.
- 신도쿄 우체국 도시마 우편집배소(도시마 우체국에 병설)

### 전화
- 전화번호
시외 국번은 크고 작은 섬들부(이즈오시마MA)의 04992, 계속되어 도시마촌의 9, 그 후 4자리수가 계속된다. 즉 04992-9-xxxx가 된다.

## 경제

### 산업
- 농림업 - 동백나무의 재배가 활발하다. 전체 섬의 80%를 차지하는 동백숲에서 생산되는 동백유는 일본 제일의 생산량을 자랑한다. 섬 내에 다수의 산업용모노레일이 부설되어 있어 동백나무 열매 수확 시 등에 활용되고 있다(산업용이라 일반인은 승차할 수 없다).

옆의 오시마정에서 판매하는 동백유도 낙도산의 것이 많다. 농업생산자 동백나무 열매를 섬 내 정유센터에서 착유 및 정제하여 농업협동조합에서 판매하고 있다. 그 밖에 시드케와 아시타바가 생산 및 출하되고 있다.
이전에는 사쿠유리라는 백합 재배도 성했다. 현재도 구근의 출하는 행해지고 있다.
- 수산업 - 이세새우, 소라, 타카베, 도사카노리, 하바노리, 메카리, 금눈돔 등이 중심.

낙도산 소라는 엄청나게 '낙도의 큰 소라'라 불리며 섬 내에서는 1개에 350그램 전후가 정사이즈이고 더 큰 소라가 되면 1킬로그램에 가까운 것을 잡을 수 있다. 일반적으로 1개에 200g 정도라도 특대 사이즈로 취급되기 때문에 낙도산이 얼마나 큰지 알 수 있다.
- 서비스업 - 취업인구의 65%를 차지한다. 관광업을 중심으로 하지만 이즈 제도의 다른 섬에 비해 교통편이 부족하고, 해수욕장이나 온천과 같은 관광자원이 없기 때문에 관광객 유치에는 소극적이다.

2011년경부터 미쿠라지마의 것으로 보이는 돌고래가 출몰해 관광객이 증가하고 있다.

## 교통
니지마까지 가는 페리가 운행한다. 도시마는 또한 오시마의 오시마 공항에서 출발하는 헬리콥터로 접근이 가능하다.